# Jerzy Kostro
Jerzy Kostro (ur. 25 stycznia 1937 w Moczydłach) – polski szachista, mistrz międzynarodowy.

## Kariera szachowa
Absolwent Wydziału Metalurgii Akademii Górniczo-Hutniczej w Krakowie, a potem pracownik Huty im. Lenina. Początkowo należał do sekcji szachowej klubu Ogniwo Białystok. Podczas studiów do Krakowskiego Klubu Szachistów, od 1965 do KS Hutnik. W 1975 roku sekcja szachowa weszła w skład Krakowskiego Klubu Szachistów. 
Jako student zajął dzielone 2–3 miejsce w ćwierćfinałowym turnieju mistrzostw Krakowa w 1956 roku, co upoważniło go do zagrania w półfinale mistrzostw Polski, w którym zdobył 2–3 miejsce i dzięki temu w 1957 roku awansował do finału. W turnieju finałowym zajął trzecie miejsce i zdobył brązowy medal, tracąc szansę na zwycięstwo dopiero w ostatnich rundach, po dwóch porażkach z faworytami, Kazimierzem Platerem i Bogdanem Śliwą. W swojej karierze zdobył jeszcze 4 medale: dwa złote 1966, 1970), srebrny (1971) oraz brązowy (1959). Ogółem w latach 1957–1974 dwunastokrotnie awansował do finałów mistrzostw Polski. Był trzykrotnym medalistą drużynowych mistrzostw Polski: dwukrotnie srebrnym (1956, 1964) oraz brązowym (1961).
W latach 1958–1974 sześciokrotnie reprezentował narodowe barwy na szachowych olimpiadach, dwukrotnie (1968, 1970) na pierwszej szachownicy. W 1966 r. w Hawanie osiągnął swój najlepszy rezultat procentowy 67,9% (na trzeciej szachownicy). Na olimpiadzie w Lugano wypełnił po raz drugi normę na tytuł mistrza międzynarodowego (pierwszą normę uzyskał rok wcześniej na turnieju we Vrnjačkiej Banji), który to tytuł Międzynarodowa Federacja Szachowa przyznała mu w 1968 roku. W 1973 r. reprezentował Polskę na rozegranym w Bath w finale drużynowych mistrzostw Europy.
Najwyższy ranking w karierze osiągnął 1 stycznia 1976 r., z wynikiem 2400 punktów dzielił wówczas 7-8. miejsce wśród polskich szachistów. Od 1986 r. nie uczestniczy w turniejach klasyfikowanych przez Międzynarodową Federację Szachową.
Według retrospektywnego systemu Chessmetrics, najwyżej sklasyfikowany był w listopadzie 1968 r., zajmował wówczas 125. miejsce na świecie.

## Odznaczenia
- 1993:Polonia Restituta[6]